# عائلة والينبرج
عائلة والينبرج هي عائلة سويدية بارزة تشتهر بأنها مصرفية وصناعية وسياسية وبيروقراطية ودبلوماسية، وهي موجودة في معظم المجموعات الصناعية السويدية الكبيرة، بما في ذلك إي كيو تي أيه بي و إريكسون وإلكترولوكس وإيه بي بي ومجموعة ساس وإس كيه إف وأطلس كوبكو وشركة ساب للطائرات وغيرها. في سبعينيات القرن العشرين، وظفت شركات عائلة والينبرغ 40% من القوى العاملة الصناعية في السويد ومثلت 40% من القيمة الإجمالية لسوق الأوراق المالية في ستوكهولم.
كان راؤول والينبرغ ، الدبلوماسي الأشهر في عائلة والينبرغ، يعمل في بودابست ، المجر، أثناء الحرب العالمية الثانية لإنقاذ اليهود من الهولوكوست . بين يوليو وديسمبر 1944، أصدر جوازات سفر وقائية وقام بإيواء اليهود، مما أدى إلى إنقاذ عشرات الآلاف من أرواح اليهود. وتبلغ القيمة السوقية لشركتهم الرائدة، إنفستر ، حوالي 60 مليار دولار. وتشارك العائلة أيضًا بشكل كبير في الأعمال الخيرية من خلال مؤسسات والينبرغ ، وخاصة مؤسسة كنوت وأليس والينبرغ .

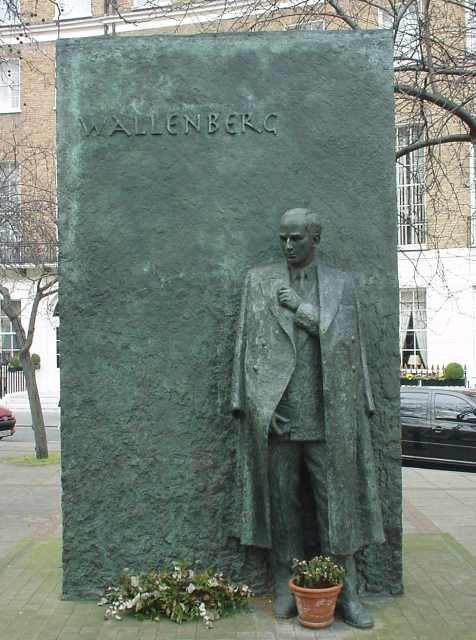
تمثال راؤول والينبرغ التذكاري، ساحة غريت كمبرلاند، لندن